# Josef Ferdinand Norbert Seger
Josef Ferdinand Norbert Seger (ook: Seeg(e)r, Segert en Zegert) (Řepín, 21 maart 1716 – Praag, 22 april 1782) was een Boheemse componist, muziekpedagoog, violist en vooral organist en een belangrijk vertegenwoordiger van de Oud-Boheemse school. 

## Levensloop
Seger was een leerling van Bohuslav Matěj Černohorský. Hij werkte als zanger en violist aan verschillende Praagse kerken. In 1741 werd hij organist aan de Rooms-Katholieke parochiekerk van onze lieve vrouw van Teyn (Tsjechisch: «Kostel Panny Marie před Týnem») en in 1745 aan de Kreuzherrenkerk in Praag. Als belangrijke leerlingen van hem kan men Jan Evangelista Antonín Koželuh, Karel Blažej Kopřiva, Jakub Jan Ryba, Jan Václav Hugo Voříšek en Josef Mysliveček tellen. In 1782 wilde keizer Jozef II Seger als hoforganist naar Wenen beroepen, maar Seger overleed intussen.
Seger heeft als componist meerdere honderd orgelwerken (preludes, toccata's en fuga's), missen, motetten, psalmen en litanieën geschreven. Tijdens de klassieke en romantische periode verloren zijn werken, zoals die van andere barok-componisten, aan populariteit en werden ze slechts bij het begin van de 20e eeuw herontdekt.

## Composities

### Werken voor orgel
- 1757 Fuga in f klein - Když Prušáci Prahu bombardovali
- Fuga in a klein
- Fuga in d klein
- Fuga in G groot
- Fuga in G groot "Imitatio super Alleluja paschale"
- Präludium in A groot
- Präludium in Bes groot
- Präludium in C groot
- Praeludium in c klein
- Präludium in Es groot
- Präludium in F groot
- Präludium en fuga in D groot
- Präludium en fuga in Es groot
- Toccata V in C groot
- Toccata in D groot
- Toccata en fuga in a klein
- Toccata en fuga in C groot
- Toccata en fuga in D groot, pastorale voor orgel, gebaseerd op een Boheems kerstlied Freu' dich Erd' und Sternenzelt
- Toccata en fuga in d klein
- Toccata en fuga in e klein
- Toccata en fuga in F groot
- Toccata en fuga in g klein

## Publicaties
- Josef Ferdinand Norbert Seger: Composizioni per organo - Josef Ferdinand Norbert Seger, in: Musica antiqua Bohemica; 51, Band: 1 Preludi, toccate e fughe I-XXXVI.  1961, 111 p.
- Josef Ferdinand Norbert Seger: Composizioni per organo - Josef Ferdinand Norbert Seger, in: Musica antiqua Bohemica; 56, Band: 2 Preludi e fughe I-XXI. 1962. 126 p.